# DBL Defensive Player of the Year
De Dutch Basketball League Best Defender of the Year is een individuele basketbalprijs in de Dutch Basketball League die ieder jaar wordt uitgereikt aan de beste verdedigende speler van het seizoen. De prijs werd geïntroduceerd na het seizoen 2012-2013. De eerste winnaar werd de Amerikaan Jason Dourisseau.

## Winnaars
| Seizoen | Nat.                      | Naam                 | Pos. | Club                     | Stad      | Ref.  |
| ------- | ------------------------- | -------------------- | ---- | ------------------------ | --------- | ----- |
| 2012–13 | Vlag van Verenigde Staten | Jason Dourisseau     | SF   | GasTerra Flames          | Groningen | [ 1 ] |
| 2013–14 | Vlag van Verenigde Staten | Jason Dourisseau (2) | SF   | GasTerra Flames          | Groningen | [ 2 ] |
| 2014–15 | Vlag van Nederland        | Mohamed Kherrazi     | SF   | Zorg en Zekerheid Leiden | Leiden    | [ 3 ] |
| 2015–16 | Vlag van Nederland        | Mohamed Kherrazi (2) | SF   | Zorg en Zekerheid Leiden | Leiden    | [ 4 ] |
| 2016–17 | Vlag van Verenigde Staten | J.T. Tiller          | PG   | Landstede Basketbal      | Zwolle    | [ 5 ] |
| 2017–18 | Vlag van Nederland        | Sean Cunningham      | SG   | Donar                    | Groningen | [ 6 ] |